# سباق القوارب الجماعية 2017

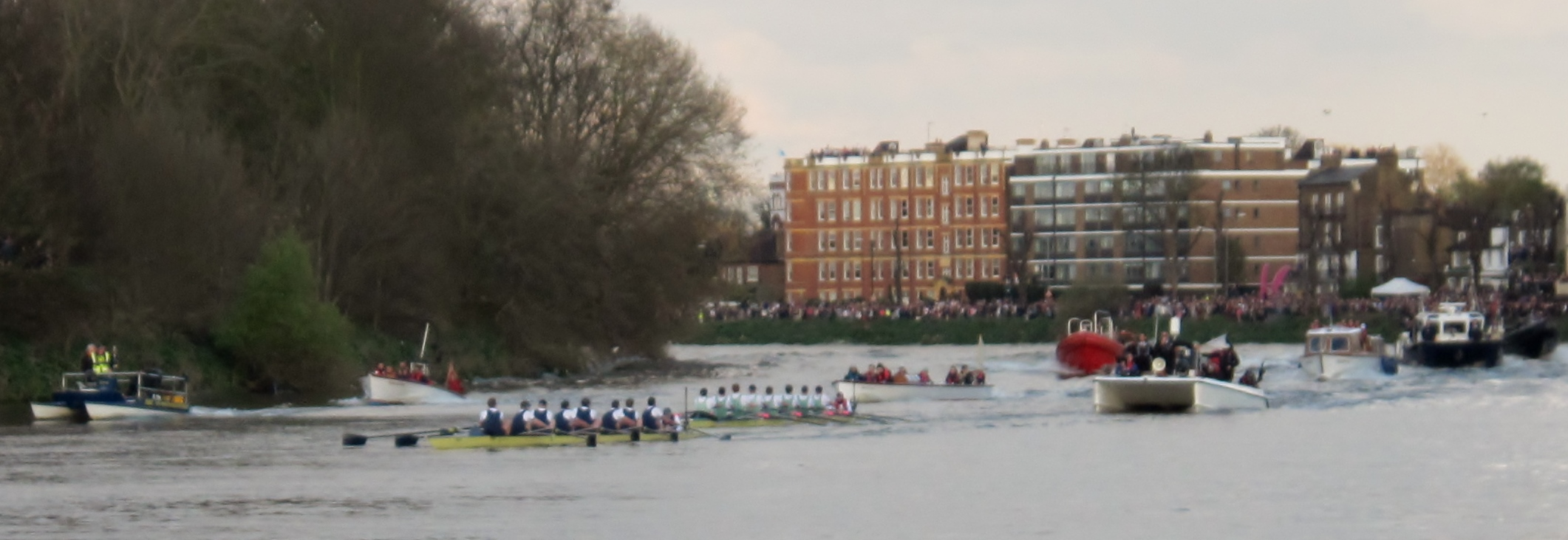
سباق القوارب الجماعية 2017

سباق القوارب الجماعية 2017 هو سباق تجديف سنوي في إنجلترا بين نادي جامعة أكسفورد للقوارب و نده في جامعة كامبردج، يجري التنافس كل ربيع على امتداد 4.2 كم من نهر التمز جنوب غرب لندن. تم إجراءه في 2 أبريل 2017. يقام سباق القوارب سنويًا. أقيمت جميع سباقات الرجال والنساء وكلاهما في نفس اليوم للمرة الثانية على التوالي في تاريخ الحدث. انتهى السباق بفوز نادي جامعة كامبردج للقوارب.

## وصلات خارجية
- الموقع الرسمي